# Trinectes fluviatilis
Trinectes fluviatilis är en fiskart som först beskrevs av Meek och Hildebrand 1928.  Trinectes fluviatilis ingår i släktet Trinectes och familjen Achiridae. IUCN kategoriserar arten globalt som livskraftig. Inga underarter finns listade i Catalogue of Life.